# Stygnomma pecki
Stygnomma pecki is een hooiwagen uit de familie Stygnommatidae.